# Adiam Tesfalem Ande
Pour les articles homonymes, voir Ande.
Adiam Tesfalem Ande, née le 17 janvier 1997, est une coureuse cycliste érythréenne.

## Palmarès
- 2019
  -  Médaillée d'argent du contre-la-montre par équipes aux Jeux africains[1]
- 2021
  -  Championne d'Érythrée du contre-la-montre
  - 3e du championnat d'Érythrée sur route